# شارع المواردي ج1 (مسلسل)
شارع المواردي ج1 مسلسل اجتماعي مصري تدور أحداثه في حارة شعبية تسمى بـ"شارع المواردي" نسبة إلى إحدى الشخصيات البطولية القديمة. ويعيش في هذا الشارع رجل ذو شخصية قوية ويحترمه أهل الحارة لكرمه ووقوفه مع الفقراء والمحتاجين وحكمته في إدارة الحي وله ولد أعزب وابنته المتزوجة حيث تسكن وزوجها وأولادها معه , كما يمتلك مقهى يسمى "مقهى المواردي" . اتعرض اول مره 1990.

## فريق العمل

### بطولة
| - يحيى شاهين:محمد المواردي - صلاح السعدني:نسيم - محمد وفيق:إبراهيم - هالة صدقي:رباب العالمة - فاطمة التابعي:أمينة - سناء يونس:زينب - حمدي أحمد:عبد المتجلي - سيد عبد الكريم:الجندي - عزيزة راشد:زهور - نادية فهمي:هنية - هدى زكي - سيد عزمي:فتوح - أحمد عبد القادر:زكي | - عطية عويس:رياض البيه - إسماعيل محمود:خميس - محمد ناجي:ضاحي - لطفي لبيب:رجب - عبد الله مراد:عبد الجابر - فوزية أبو زيد:سوسته - إمام الصفطاوي:عبد الراضي - المنتصر بالله:غباشي - رياض الخولي:قناوي - ثريا إبراهيم:باتعة - أشرف سيف:أحمد - ناصر سيف:إسماعيل - أحمد سلامة:إيهاب | - شريف منير:سفروت - حنان شوقي:عايدة - خالد النبوي:شعبان - منال سلامة:فراولة - عمرو هاشم:ممدوح - حسن عبد السلام:عزمي - أبو الفتوح عمارة - أحمد عمار:عبد العظيم - إبراهيم حزين:سيد - عبد المنعم عبد الرحمن - محمود طاهر - حسن زلط - محمود جليفون | - محمد صالح - سيد الشرويدي:صابر - محمود الوصيف - محمد عبد الرازق - محمد أحمد - علي جمال الدين - مصطفى توفيق - عبد المنعم طنطاوي - إبراهيم خليل - مصطفى فهمي - عبد المعطي حسين:بوند - محمد جلال كامل - أحمد القبيصي | - سمير خلف - محسن محمد - مصطفى حنفي - محمد داود - عصام الشاذلي - محمود عوض - عبد الحميد سعيد - حسام عادل :الطفل سفروت - هاني الششتاوي:الطفل شعبان - هدى داود:طفلة - نبيل داود:طفل - فاطمة كشري - حلمي الغمراوي |

### الإداريون
| - إسماعيل عبد الحافظ:مخرج - سعد عبده:مخرج منفذ - سمير الطوبجي:مخرج مساعد - محمد جلال:القصة - يسري الجندي:المعالجة الدرامية والسيناريو والحوار | - سيد حجاب:كلمات التتر - إبراهيم حزين:ألحان وموسيقى تصويرية - علي الحجار:غناء التتر - محمود خيري:إعداد الموسيقى - مركز دبي للأعمال الفنية:منتج | - حمدي رأفت:ماكيير - سيد أنور:مهندس الديكور - مركز دبي للأعمال الفنية:موزع |